# 京都府道522号三俣綾部線
京都府道522号三俣綾部線（きょうとふどう522ごう みまたあやべせん）は、京都府福知山市から綾部市に至る一般府道である。

## 概要
福知山市字堀越から綾部市大島町に至る。
起終点近くの区間は整備されているが、両市境にある木の芽峠周辺はカーブが連続し、道路幅が極めて狭い上にガードレールもなく通行が非常に危険な状態で、特に綾部側は切り返しが必要なV字カーブがあり細心の注意が必要である。腐道とも呼ばれている。
なお、この区間は通行量が極めて少なく、路面には落石や落ち葉や木ぎれが多い上、冬季は非常に危険である。

### 路線データ
- 起点：京都府福知山市字堀越（堀越交差点、国道9号交点）
- 終点：京都府綾部市大島町（鳥ヶ坪交差点、京都府道8号福知山綾部線交点、京都府道9号綾部大江宮津線起点）

## 地理

### 通過する自治体
- 福知山市
- 綾部市

### 交差する道路
| 交差する道路                                      | 市町村名 | 交差する場所 | 交差する場所        |
| ------------------------------------------------- | -------- | ------------ | ------------------- |
| 国道9号 / 山陰道                                  | 福知山市 | 字堀越       | 堀越交差点 / 起点   |
| 京都府道483号安場田野線                           | 綾部市   | 安場町       | 安場交差点          |
| 京都府道8号福知山綾部線 京都府道9号綾部大江宮津線 | 綾部市   | 大島町       | 鳥ヶ坪交差点 / 終点 |

### 沿線
- 福知山市立上六人部小学校
- 福知山市立上六人部保育園
- 山添神社
- 京都府立綾部高等学校
- 慈音寺
- 綾部市立中筋小学校
- 中筋幼児園
- 綾部大島郵便局
- 京都北都信用金庫 中筋支店

### 峠
- 木の芽峠（福知山市 - 綾部市）